# Sinomammut
Sinomammut (що означає «китайський мастодонт») — хоботний, знайдений у міоцені Китаю. Відомий лише один вид, S. tobieni, названий у 2016 році.

## Опис
Sinomammut поки що відомо лише по одній правій гілці нижньої щелепи, яка фрагментарно збереглася на висхідному суглобовому відростку, суглобова поверхня відсутня. Спочатку вважалося, що це був Гомфотер, схожий на Сіномастодона. Нижня щелепа в цілому була відносно міцною, горизонтальне тіло кістки мало округлий поперечний переріз, до тилу воно значно розширювалося. Симфіз вузький і довгий, альвеоли для бивнів нижньої щелепи не сформовані. На нижній щелепі ще є другий і третій моляри. Було також показано, що синомаммут не мав нижніх бивнів, що додатково вказує на те, що це окремий рід.

## Класифікація
У 2007 році вважалося, що Sinomammut був видом Sinomastodon, але подальший аналіз виявив, що він належить до свого роду. Відповідно до кладограми Mothé et al. (2016), виявлено, що синомаммут є сестринським таксоном до Mammut:
|  | Zygolophodon                                          |
|  |                                                       |
|  | \| \| Sinomammut \| \| \| \| \| \| Mammut \| \| \| \| |
|  |                                                       |
|  | Sinomammut                                            |
|  |                                                       |
|  | Mammut                                                |
|  |                                                       |

|  | Sinomammut |
|  |            |
|  | Mammut     |
|  |            |

|  | Zygolophodon                                          |
|  |                                                       |
|  | \| \| Sinomammut \| \| \| \| \| \| Mammut \| \| \| \| |
|  |                                                       |
|  | Sinomammut                                            |
|  |                                                       |
|  | Mammut                                                |
|  |                                                       |

|  | Sinomammut |
|  |            |
|  | Mammut     |
|  |            |

(Losodokodon, як найдавніший відомий представник Mammutidae, тут не береться до уваги, оскільки він відомий лише з верхньощелепних зубів).